# 珍·簡森
珍·簡森（Jane Jensen，1963年1月28日—），出生於美國賓夕法尼亞州，是位電腦遊戲設計師以及小說家，曾經參與設計電腦遊戲史上廣受好評的冒險遊戲《狩魔獵人》系列，小說著作有《審判日》及《善惡方程式》。

## 生平
珍·簡森畢業於美國印地安那州安德森大學電腦科學系，之後在惠普公司擔任系統程式設計師，她心中對電腦與文學創作兩者間不相上下的熱愛，引導她加入電腦遊戲工業。她以編劇身份為雪樂山遊戲公司設計《警察故事3：陰謀》（Police Quest III: The Kindred）與《拯救鯨魚王》（EcoQuest: The Search for Cetus）。與遊戲設計老手蘿貝塔·威廉絲（Roberta Williams）合力完成《國王密使6：希望之旅》（King's Quest VI: Heir Today, Gone Tomorrow）後，簡森著手製作她第一款獨挑大樑的遊戲《狩魔獵人》，該款遊戲在1993年發行，深沉黑暗的超自然解謎風格雖與雪樂山政策大相徑庭，公司方面卻高度包容，在簡森的寫作功力發揮下，遊戲的驚悚哥德風大受讚揚，並贏得該年美國《電腦遊戲世界》雜誌的「年度最佳冒險遊戲」獎。
簡森隨後在1995年推出《狩魔獵人》的兩部續作《狩魔獵人2：心魔》（The Beast Within: A Gabriel Knight Mystery）以及1999年的《狩魔獵人3：聖魔血祭》（Gabriel Knight 3: Blood of the Sacred, Blood of the Damned），《狩魔獵人3：聖魔血祭》曾於2000年由上海育碧軟體公司發行過簡體中文版。《狩魔獵人》系列遊戲的設計方式皆迥異前代，算是與其它冒險遊戲系列較為不同的地方，《狩魔獵人》第一代是款傳統的2D卡通遊戲，續作則是使用串場動畫，第三代更用上了自製的3D引擎。儘管簡森作品聲名遠播，《狩魔獵人》的前兩代遊戲都各自登上《電腦遊戲世界》雜誌的「年度遊戲」王座，但是製作成本節節高升，加上冒險遊戲市場低靡時不我予，都注定了簡森的第四部《狩魔獵人》將遙遙無期。
1996年，簡森出版了第一部《狩魔獵人》遊戲小說，第二部緊接著在1998年出版，隔年簡森出版個人的第一部非改編小說《千禧崛起》（Millennium Rising），這部作品在之後更名為《審判日》，她的第四部作品《善惡方程式》出版於2003年，入圍「菲利普·K·迪克紀念獎」。
簡森近期作品是設計線上益智遊戲，為益智遊戲加入傳統冒險元素，比如2003年的益智解謎遊戲《Inspector Parker》，以及2004年的《BeTrapped!》。簡森的下一部作品是一款解謎冒險遊戲《Gray Matter》，預定在2010年全球發行。

## 外部連結
- Official website of Eli Easton （页面存档备份，存于）, Jane Jensen's pen name
- 珍·簡森的Facebook專頁
- 珍·簡森的X（前Twitter）